# Lista över São Tomé och Príncipes regeringschefer

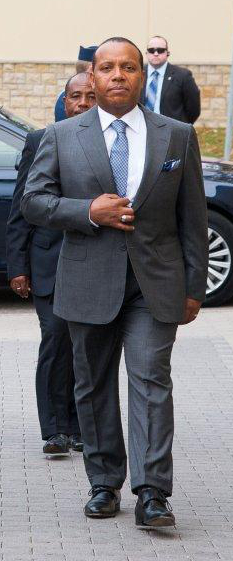
São Tomé och Príncipes förre premiärminister Patrice Trovoada.

Detta är en lista över São Tomé och Príncipes regeringschefer.
| Namn                              | Ämbetsperiod                        |
| --------------------------------- | ----------------------------------- |
| Leonel Mário d'Alva               | 21 december 1974 – 12 juli 1975     |
| Miguel Trovoada                   | 12 juli 1975 – mars 1979            |
| Celestino Rocha da Costa          | 8 januari 1988 – 7 februari 1991    |
| Daniel Lima dos Santos Daio       | 7 februari 1991 – 16 maj 1992       |
| Norberto José d'Alva Costa Alegre | 16 maj 1992 – 2 juli 1994           |
| Evaristo Carvalho                 | 7 juli – 25 oktober 1994            |
| Carlos da Graça                   | 25 oktober 1994 – 31 december 1995  |
| Armindo Vaz d'Almeida             | 31 december 1995 – 19 november 1996 |
| Raul Bragança                     | 19 november 1996 – 5 januari 1999   |
| Guilherme Posser da Costa         | 5 januari 1999 – 18 september 2001  |
| Evaristo Carvalho                 | 26 september 2001 – 26 mars 2002    |
| Gabriel Costa                     | 26 mars – 7 oktober 2002            |
| Maria das Neves                   | 7 oktober 2002 – 18 september 2004  |
| Damião Vaz d'Almeida              | 18 september 2004 – 8 juni 2005     |
| Maria do Carmo Silveira           | 8 juni 2005 – 21 april 2006         |
| Tomé Vera Cruz                    | 21 april 2006 – 14 februari 2008    |
| Patrice Trovoada                  | 14 februari 2008 – 22 juni 2008     |
| Joaquim Rafael Branco             | 22 juni 2008 – 14 augusti 2010      |
| Patrice Trovoada                  | 14 augusti 2010 – 12 december 2012  |
| Gabriel Costa                     | 12 december 2012 – 25 november 2014 |
| Patrice Trovoada                  | 25 november 2014 – 3 december 2018  |
| Jorge Bom Jesus                   | 3 december 2018 – 11 november 2022  |
| Patrice Trovoada                  | 11 november 2022 –                  |